# Puerto de Esmeraldas
El puerto de Esmeraldas es un puerto marítimo ecuatoriano que se encuentra en la ciudad de Esmeraldas. Está ubicado en la costa noroccidental de la República del Ecuador, con acceso directo desde el Océano Pacífico en la línea ecuatorial. La ciudad, además cuenta con el puerto de Balao para uso petrolero. Tiene una su situación geográfica estratégica, ya que es el puerto ecuatoriano más cercano al Canal de Panamá. Se sitúa a una latitud de 1°1′45″ N y una longitud de -79 ° 39'6 O.
Este puerto natural, goza de buena posición por su acceso directo de su dársena y muelles al Océano Pacífico, permitiendo el tráfico interoceánico de buques de gran calado.
Es un puerto multipropósito, que en la actualidad cuenta con tres muelles, uno de servicios con un calado de 11,5 metros, con acceso directo desde mar abierto, abrigado en una dársena, lo que permite una gran maniobrabilidad y atraques de las naves, con servicios calificados de remolque y practicaje.
Su gestión corre a cargo de la Autoridad Portuaria de Esmeraldas, es un puerto comercial y pesquero. La temperatura media anual es de 25.6 °C. Con (738 mm de precipitaciones promedio anuales produciendo sus máximas en enero, febrero y marzo. Los vientos reinantes son O y NO. 
En el 2018, el movimiento portuario en Esmeraldas (APE) fue de 34,670 TEU ubicándose en el puesto 79 en la lista de actividad portuaria de América Latina y el Caribe.

## Ubicación geoestratégica
Terminal multipropósito, con acceso directo desde mar abierto, abrigado en una dársena, lo que permite una gran maniobrabilidad y atraques de las naves. Su ubicación geoestratégico es de importancia con relación a los mercados del Asia, siendo equidistante que se encuentra a los del Sur, Centro y Norteamérica.  Es un Puerto Multipropósito, las instalaciones facilitan el acceso de todo tipo de embarcaciones, garantizando una fácil maniobra de los buques y las operaciones de carga, descarga y avituallamiento, así como condiciones apropiadas de seguridad y movilidad para la llegada de cruceros y turistas.

## Tráfico
En lo relacionado al movimiento de carga, el puerto de Esmeraldas ha mantenido un ritmo de crecimiento constante que asciende 200.000 toneladas cada año. En el 2010 fueron 650.000 toneladas, en el 2011 ascendieron a 850.000 y en el 2012 se manejaron 1.050.000 toneladas.

## Autoridad Portuaria de Esmeraldas
La Autoridad Portuaria de Esmeraldas es una Entidad Portuaria creada por el Decreto Ejecutivo 1043 del 28 de diciembre de 1970, que ejerce jurisdicción y es responsable de la administración, mantenimiento, explotación y desarrollo del puerto comercial de Esmeraldas. En agosto de 2004, el puerto de Esmeraldas fue entregado en Concesión por el lapso de 25 años, para la ocupación y uso de sus instalaciones operativas al Consorcio Puerto Nuevo Milenium S. A.; correspondiéndole a la parte administrativa del puerto vigilar el cumplimiento al contrato de acuerdo y sujeto a los términos y condiciones respectivas. En el año 2007, el presidente Rafael Correa devuelve a la gestión pública al puerto; aceptando la empresa concesionaria la terminación mutua del contrato,  concluyendo con la entrega de sus instalaciones el 15 de julio de 2010.

## Puerto Artesanal
El puerto artesanal de Esmeraldas es el que tiene mayor volumen de pesca del país. Se renovó en 2016 con el objetivo de promover el desarrollo socioeconómico del sector pesquero. Este puerto se encuentra equipado para actividades recreativas. Se constituye como una obra de infraestructura portuaria y de servicios complementarios, que buscan satisfacer todas las necesidades del sector pesquero artesanal de Esmeraldas y sus zonas aledañas; donde las embarcaciones tipo fibras y nodrizas, dispongan de muelles y áreas protegida para el abastecimiento de combustible, hielo y demás insumos necesarios para la ejecución de su actividad. En la actualidad tiene una capacidad para 850 embarcaciones de fibra, 2.400 pescadores en activo, 2.000 compradores mayoristas y minoristas, actores que ofertan servicios complementarios: 418, 50 bodegas de Comerciantes 16 locales comerciales y un patio de comidas.

## Instalaciones
- Infraestructura y equipos para el manejo de cargas tipo proyecto.
- Flexibilidad operacional y eficiencia administrativa
- Seguridad integral: puerto calificado con el Código International Ship and Port Facility Security (ISPS), Cero Robos y la Certificación Business Alliance for Secure Commerce (BASC),  en proceso de certificación de la ISO 9.000 y 28.000.
- Servicio de energía eléctrica y agua potable durante las 24 h
- Agilidad aduanera.
- Líneas regulares con facilidad de conexiones a todo el mundo.
- Cercanía a los principales centros industriales y comerciales del país.
- Vías de comunicación en óptimo estado y rutas alternas.
- Atención personalizada 24 horas al día, los 365 días del año.